# Kamienica przy ulicy Mickiewicza 12 w Katowicach
Kamienica przy ulicy Adama Mickiewicza 12 w Katowicach – kamienica mieszkalno-handlowa, położona w Śródmieściu Katowic przy ulicy A. Mickiewicza 12. 
Budynek wzniesiono w 1898 roku według projektu A. Lauterbacha w stylu historyzmu z elementami uproszczonego neobaroku przy ówczesnej Uferstraße. Wzniesiono ją na planie w kształcie zbliżonym do litery „U”, z oficyną boczną. Trójskrzydłowa bryła budynku posiada cztery kondygnacje, podpiwniczenie i poddasze oraz dwuspadowy dach. Fasadę zamknięto nieznacznymi ryzalitami, zwieńczonymi szczytami z facjatkami. Elewacja frontowa jest symetryczna; pierwotnie boniowany, tynkowany parter przebudowano. Na osi budynku znajduje się brama przejazdowa. Na wyższych kondygnacjach istnieje ośmioosiowa, symetryczna, licowana czerwoną cegłą elewacja oraz tynkowany detal architektoniczny. Prostokątne okna zwieńczono na pierwszej kondygnacji naczółkami trójkątnymi, na drugiej − łukowymi, na trzeciej − odcinkami gzymsów. Pod oknami drugiej kondygnacji zlokalizowano płyciny, wypełnione dekoracją o motywach geometrycznych. W ryzalitach umiejscowiono balkony z kutą ozdobną balustradą. We wnętrzu zachowały się dwubiegowe schody z drewnianą balustradą tralkową. W latach międzywojennych swoją siedzibę w budynku miała hurtownia rowerów oraz maszyn do szycia J. Premingera.